# Обсерваторія Мауна-Кеа
19°49′28″ пн. ш. 155°28′24″ зх. д. / 19.82444° пн. ш. 155.47333° зх. д.
Обсервато́рії Ма́уна-Ке́я (англ. Maunakea Observatories) — колаборація неприбуткових організацій (обсерваторій), чиї телескопи розташовані на вершині вулкану Мауна-Кея, на острові Гаваї. Заснована у 1967[джерело?].
Вершина вулкану Мауна-Кея є одним з кращих у світі центром астрономічних досліджень, тому що вона розташована на значній висоті й ізольована посеред Тихого океану. Це ідеальне місце[ненейтрально] для радіотелескопічних, інфрачервоних та оптичних спостережень.
Станом на 2020 рік телескопами на горі Мауна-Кея керували 12 окремих обсерваторій, зокрема:
- Телескоп CFHT (англ. Canada France Hawai'i Telescope)
- Телескоп Джеміні-Північ (англ. Gemini North Telescope)
- Інфрачервоний телескоп НАСА (англ. Infrared Telescope Facility, IRTF)
- Телескоп імені Джеймса Клерка Максвелла (англ. James Clerk Maxwell Telescope (JCMT))
- Телескоп Субару (англ. Subaru Telescope, яп. すばる望遠鏡)
- Субміліметрова антенна система (англ. Sub-Millimeter Array (SMA))
- Інфрачервоний телескоп Великої Британії (англ. United Kingdom Infrared Telescope, UKIRT)
- 2,2-метровий телескоп університету Гаваї (англ. University of Hawai'i 2.2 m telescope, UH88))
- 0,6-метровий телескоп університету Гаваї (УГ0,6) (англ. University of Hawai'i 0.6 m telescope, UH24))
- Один із приймачів  антенного масиву дуже великої бази (англ. One receiver of the Very Long Baseline Array, VLBA)
- Обсерваторія Кека (англ. W. M. Keck Observatory)